# コロラドトウヒ
コロラドトウヒ（学名: Picea pungens）は、マツ科トウヒ属の常緑針葉種。青色を帯びた葉色が特徴的で、別名プンゲンストウヒ（プンゲンス唐檜）、青トウヒ(blue spruce）、緑トウヒ(green spruce)などとも呼ばれる。原産地はアメリカ中部のコロラド州からワイオミング州一帯のロッキー山脈。特徴は、葉の色が銀青色で、品種によってもかなり違いがあるが株によっては銀白色に近いものもありよく目立つ。観賞価値が高く、様々な園芸品種が生み出されている。

## 名称
かつては、アメリカハリモミやコロラドトウヒと呼ばれていた。アメリカでは葉の色の特徴にちなんで、Blue spruce（ブルー・スプルース）、あるいは Silver spruce（シルバー・スプルース）とも呼ばれる。
学名の種小名 pungens（プンゲンス）は「鋭くとがった」を意味し、葉先が特に尖っていることに由来する。

## 特徴

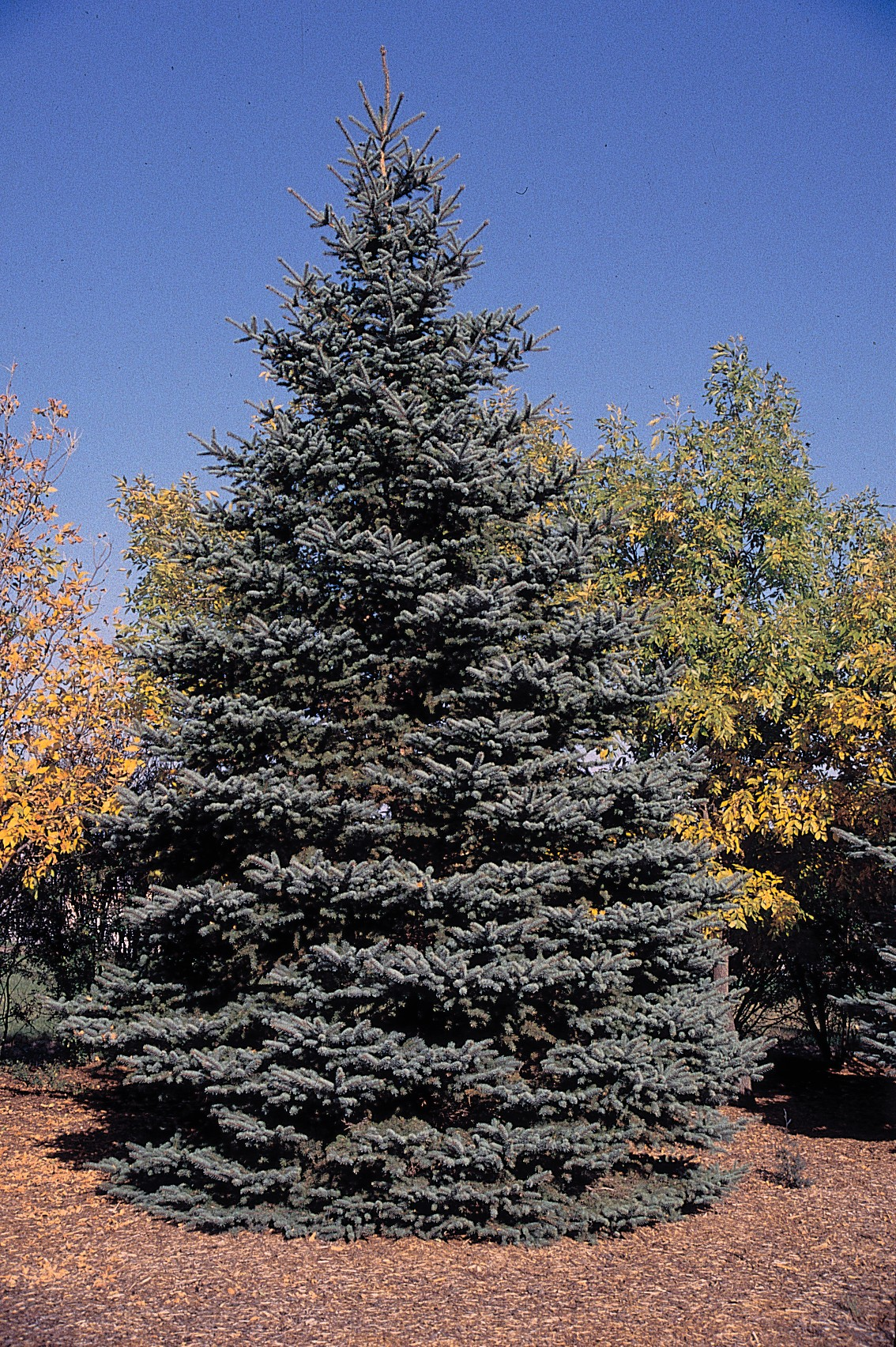
代表的な樹形

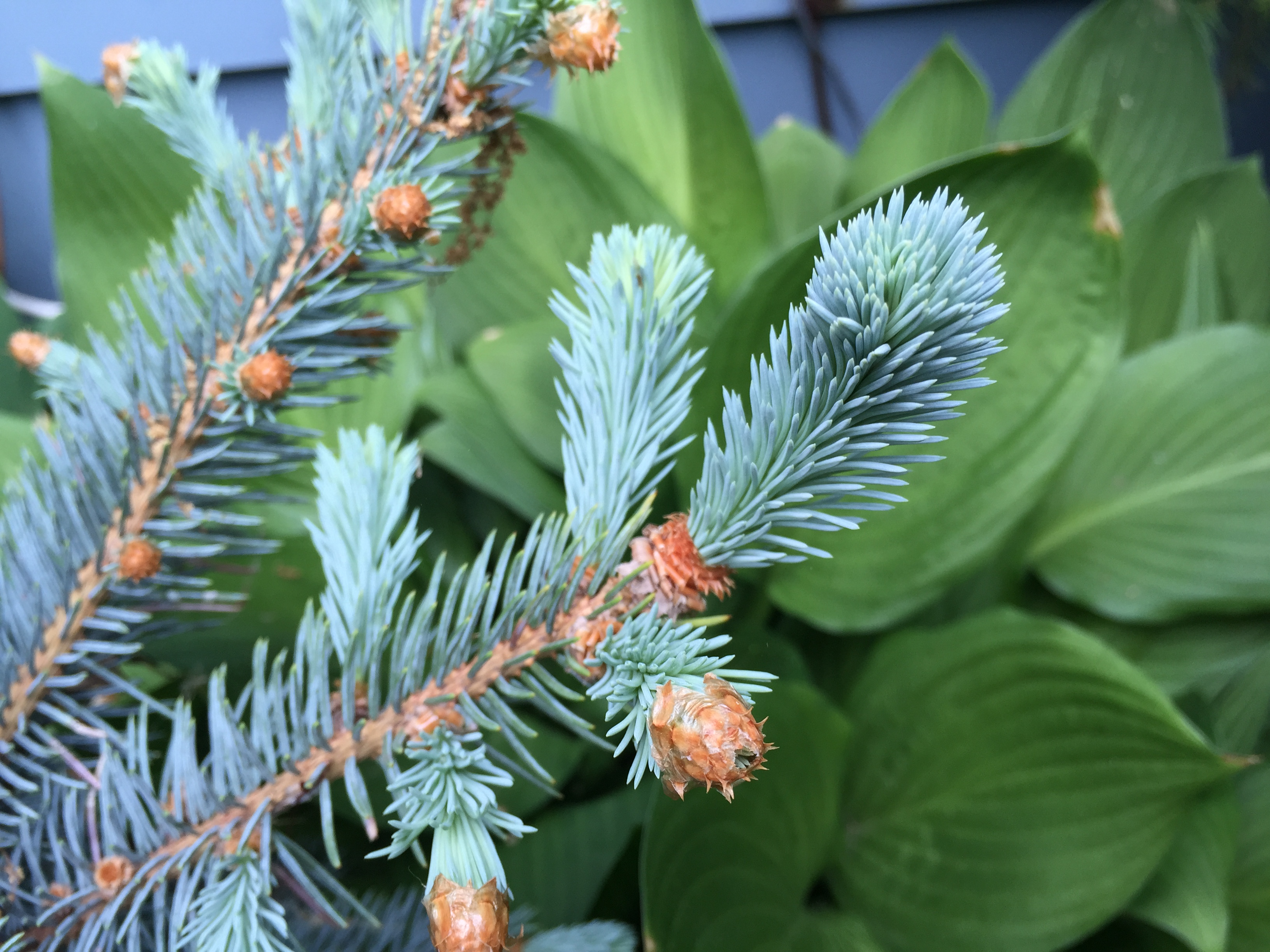
'Mission Blue' という園芸品種の新芽

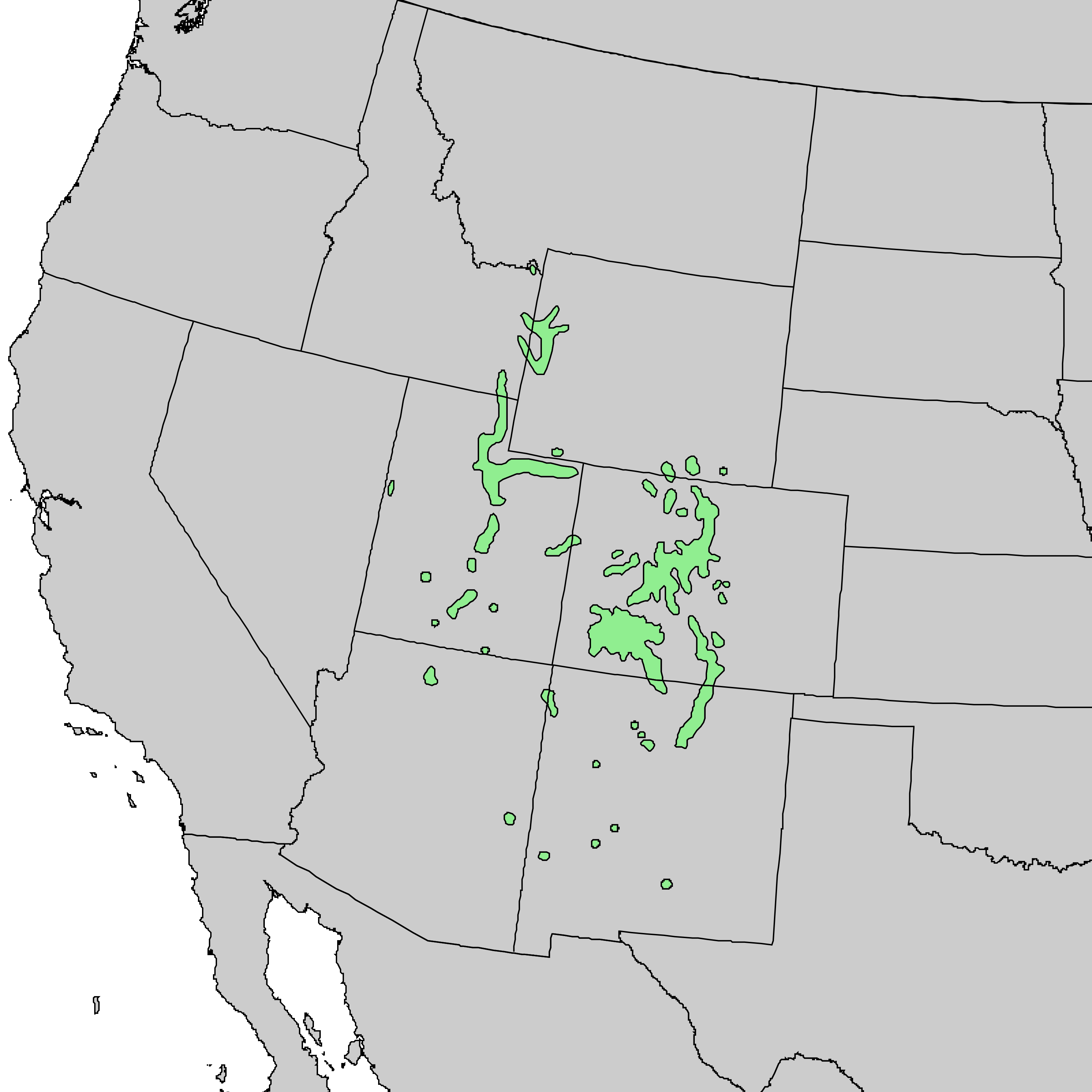
分布

生長がかなり早く、野生のものは高さ30 - 50メートル (m) に達するが、公園や庭園に植えると5 - 15 m程度の大きさに留まる。樹形は尖った梢を持つ円柱から円錐形で、水平に枝を分枝する。枝が黄褐色、幹は灰色のうろこ状の樹皮で覆われる。葉は、長さ3センチメートル cm程度の針状で、枝に対して全周性から放射状に付き、表面に青い粉上のワックスを伴っている。球果（実；コーン）は、淡褐色で長さは10 cmのものを上向きに付ける。コロラド州のシンボルツリーにも指定されている。

## 栽培
アメリカやヨーロッパでは古くから庭園樹として使われてきた。日本で植えられるようになったのは近年のことである。乾燥や風に強く、耐寒性が高いことから中央分離帯などにも用いられる。
コロラドトウヒには多くの園芸品種があり、園芸用として公園や庭園で植樹される。またクリスマスツリーとしても栽培される。実生による栽培では、親の特徴が必ずしも受け継がれないので、接ぎ木で栽培される。

## 病害虫
シンクイムシ(メイガ等の幼虫)による被害が深刻となる。幹の先端部の内部を食害し、先端部が枯死してしまう被害が出る。他にもカイガラムシ、アブラムシによる被害が知られている。葉ダニは青トウヒに寄生することが知られ、夏季に古い葉が黄変するなどの被害を引き起こす。体長4-7mmのDendroctonus rufipennisはキクイムシとして深刻な被害を及ぼし、大発生すると森林が広範囲に渡って全滅するような事がある。炭疽病は最初に低い位置の枝に感染し、その後高い位置の枝に広がって葉落ちや幹からの松脂の漏出を引き起こし枯死する原因となる。

## 園芸品種
下記のような品種がある。これらはイギリス王立園芸協会の園芸功労賞を受賞している品種も多い。いくつかの品種には「青色の」という意味のグラウカという言葉が添えられることがある。
- ホプシー - 最も葉の色が美しいとされる代表品種。
- コスター - 樹高8-10m、ホプシーと比較すると、銀灰色の葉の色は若干劣るが樹形は整いやすい[15][16]。
- Picea pungens‘Glauca Globosa'グロポーザ - 矮性種。芯が立ち難く、樹高は1-1.5m程度で球形-不定形となる[16]。短い側枝が多数不規則に形成される。葉は灰白色を帯びた青色[15][16]。
- Picer pungens'Fat Albert'ファットアルバート - ホプシーと比較すると病害虫に強く、樹形が乱れにくい。葉の色は若干ホプシーに劣る[16]。
- グラウカ・ペンデュラ - 枝垂種。枝は柔らかく垂直に下垂する。樹高は5-6m。ペンジュラは枝が垂れるという意味[15][16]。
- セントメアリー - グロボウサに似た矮性種であるが、より成長が遅く、芯が立ちやすく、樹形が整いやすい。最終的には円錐形となる[16]。
- モヘミー - 樹高5-8m、側枝は水平に伸び先端は下垂する。葉は青白色-緑青色[15][16]。
- ヒルサイド - 樹高は2-3m、広円錐形の樹形となる。灰青色の葉で成長は遅く、芯も立ちにくく密生して育つ[17]。
- オメガ - 樹高は4mホプシーに似るが、より芯が立ちやすく、側枝は上向きに伸びる[16]。成長スピードはホプシーよりやや遅く、枝の間隔はやや広く粗い感じとなる[16]。
- オルデンブルク - 樹高3m。小型の品種で、枝も細く細かいが円錐形の樹形となる[16]。
- モンゴメリー - 樹高2m、グロポーザに似る矮性種。密な枝分かれと整った樹形が特徴。グロポーザよりやや成長が早い[16]。
- ホト - オランダ・ボスコープで発見された種
- アイズリー・アイズリーファッシギアータ - 全ての分枝が斜上し、コンパクトな柱状に育つプンゲンストウヒ
- Picea Pungens Mission Blue - ミッション・ブルー
- ベイビー・ブルー・アイ
- ベイビー・ブルー
- Jean's Dilly
- エリックフラム

## ギャラリー

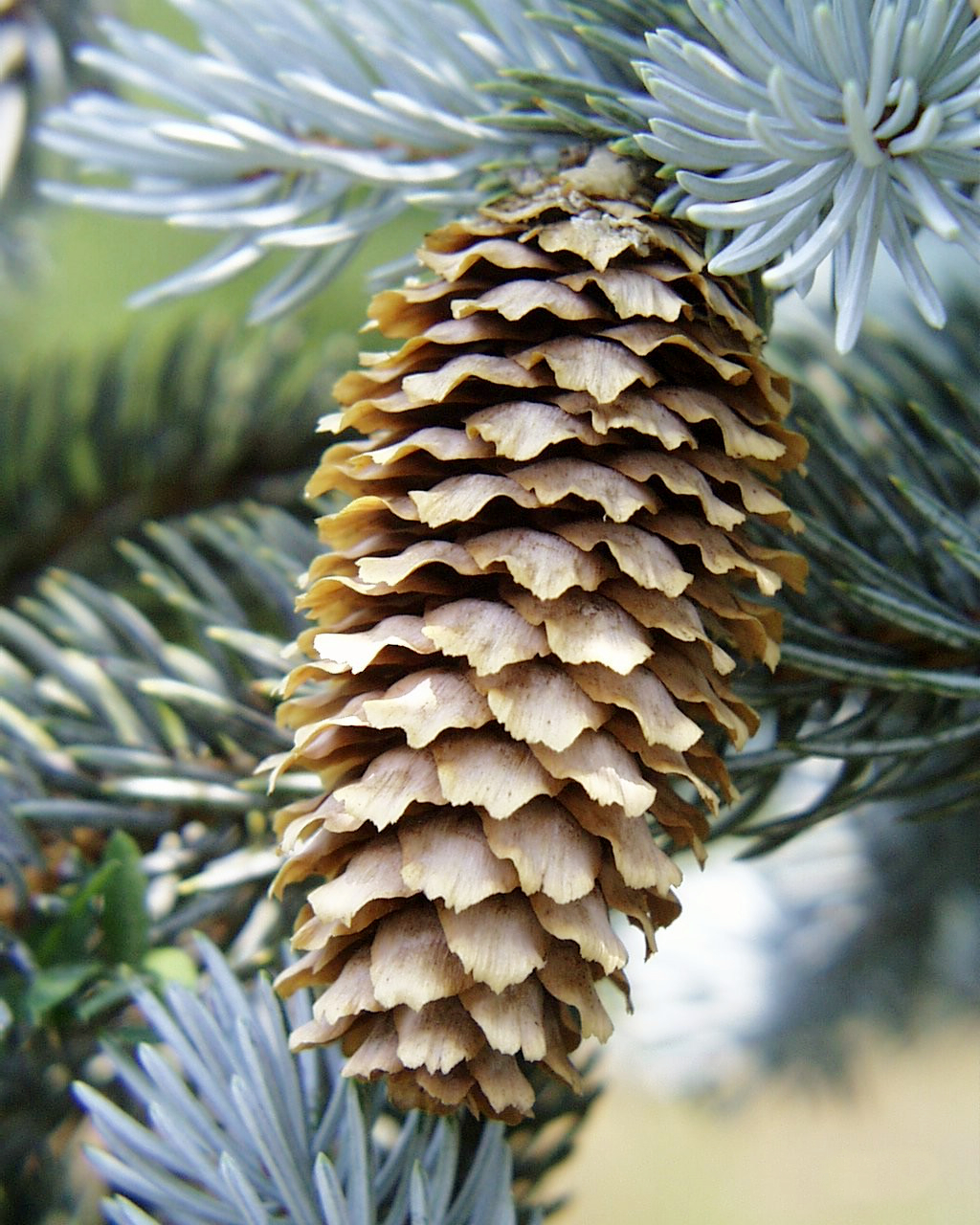
球果
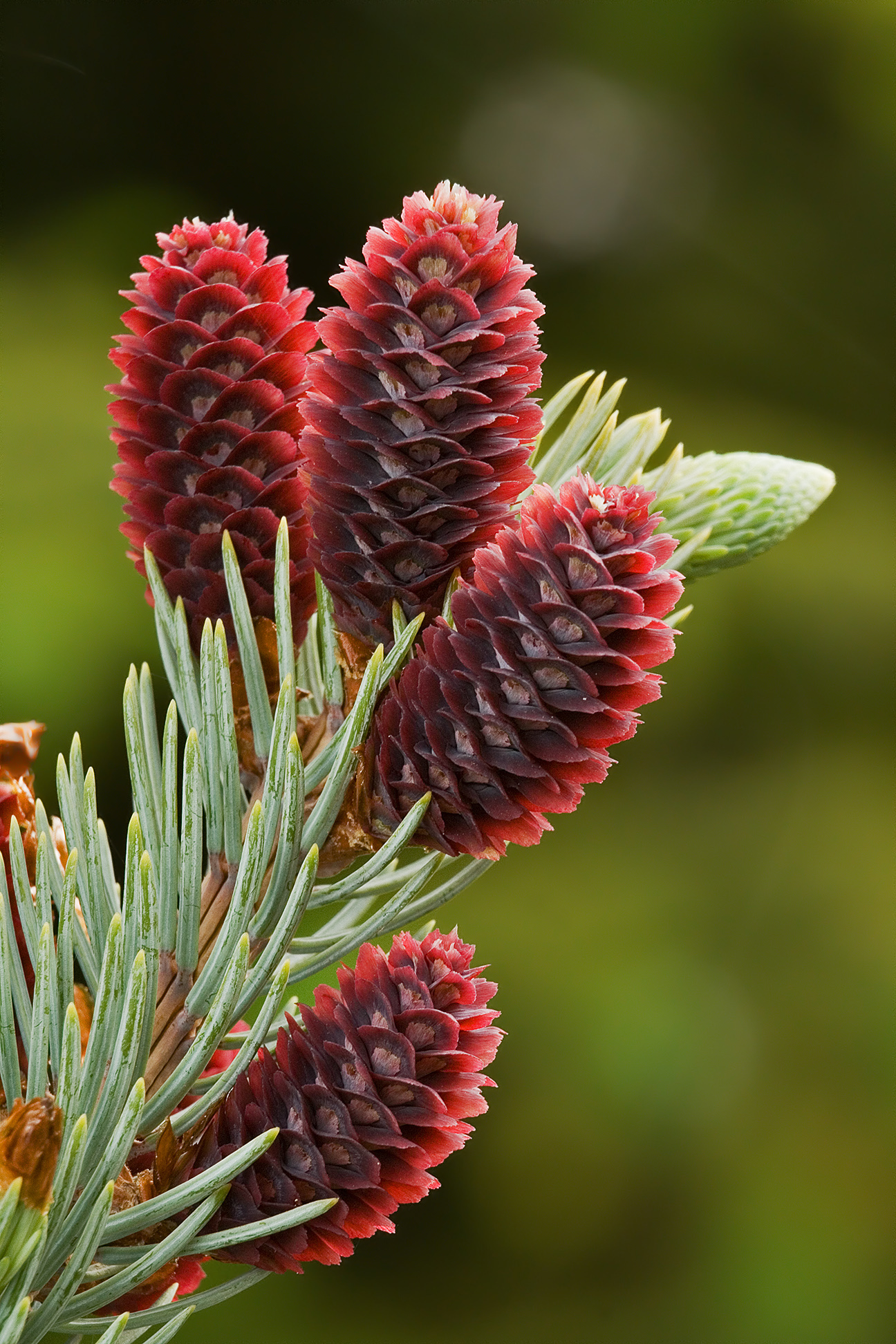
未熟な球果
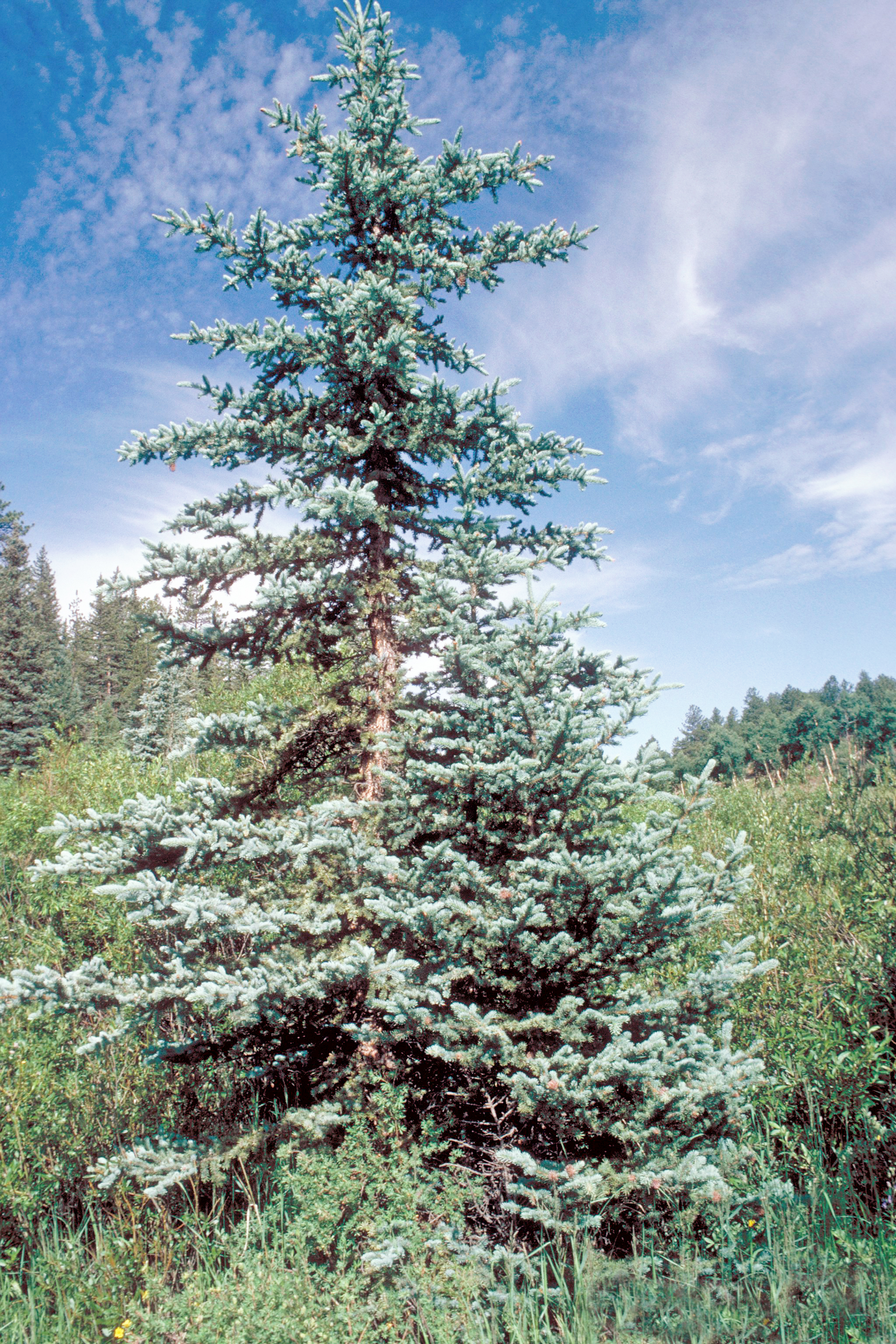
ロッキー山脈に自生する幼木
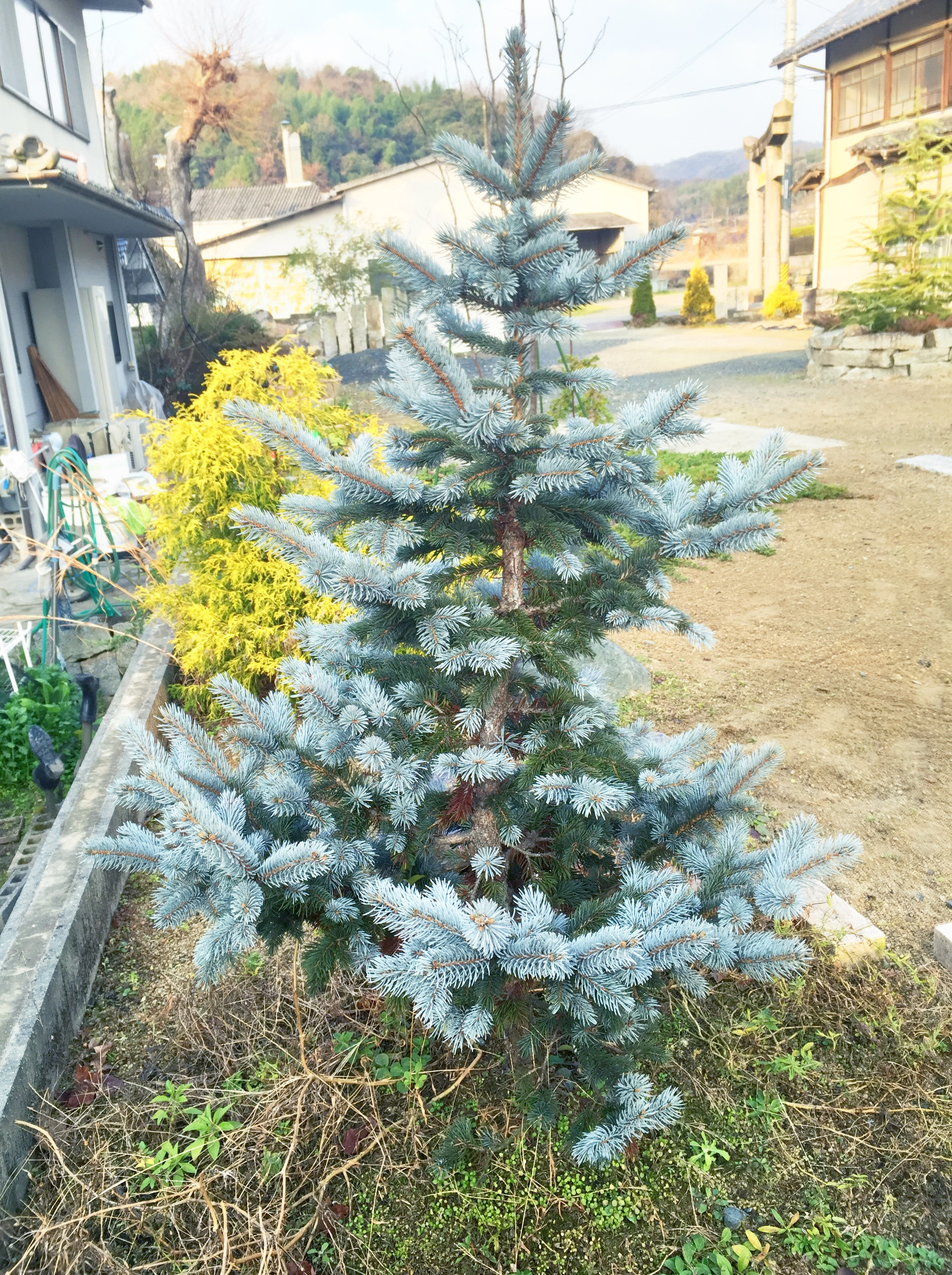
ホプシー
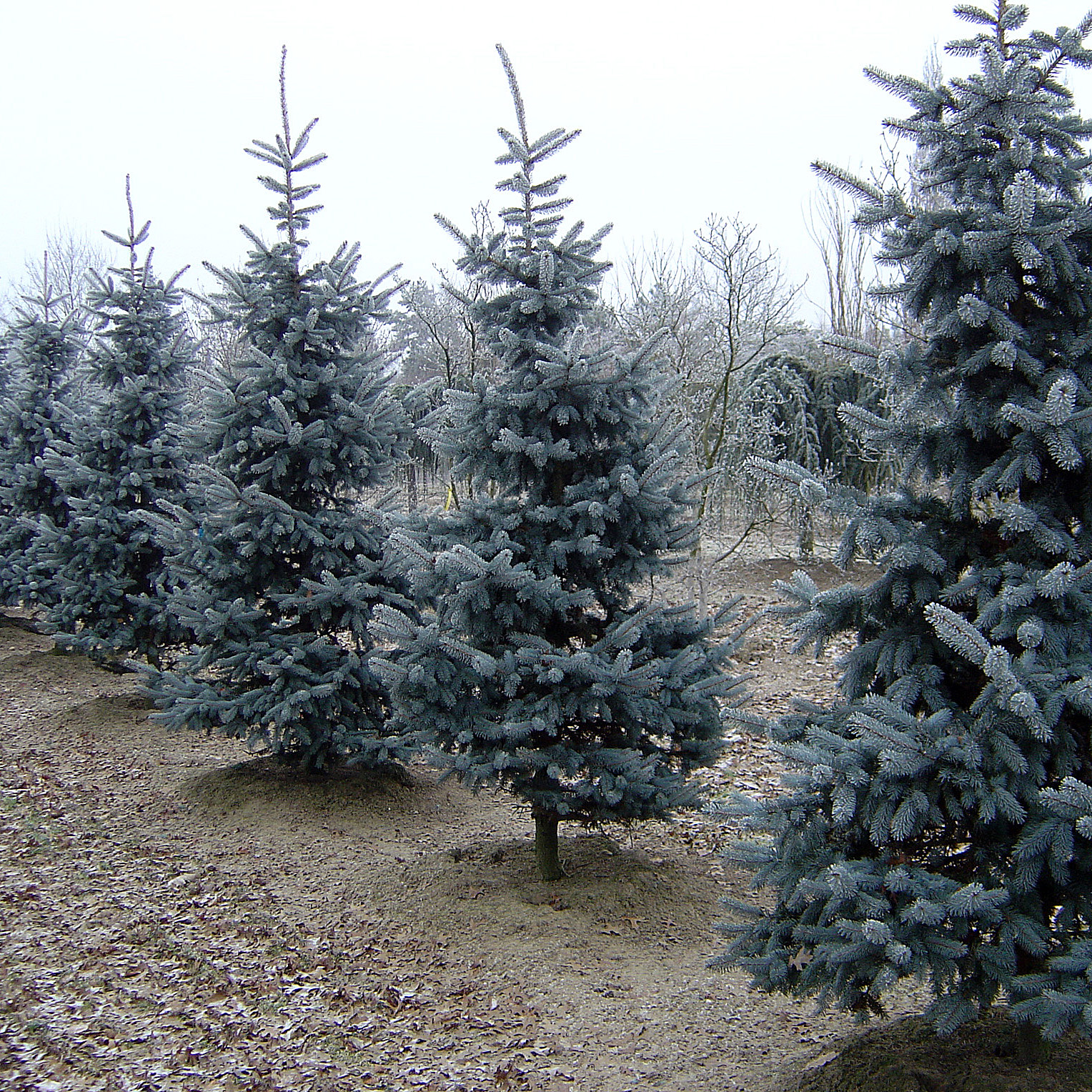
コスター
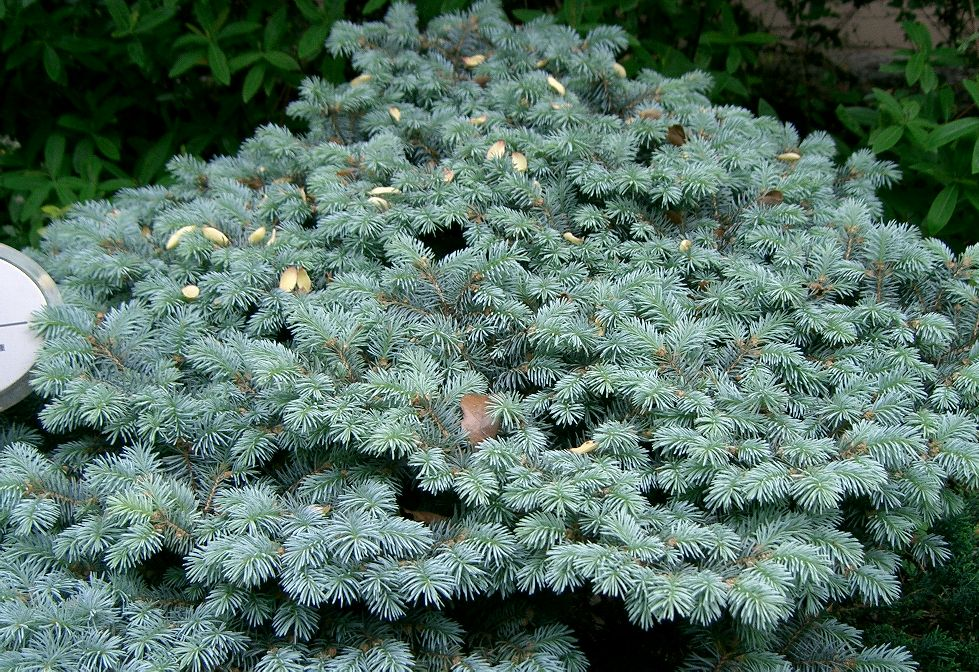
グロポーザ
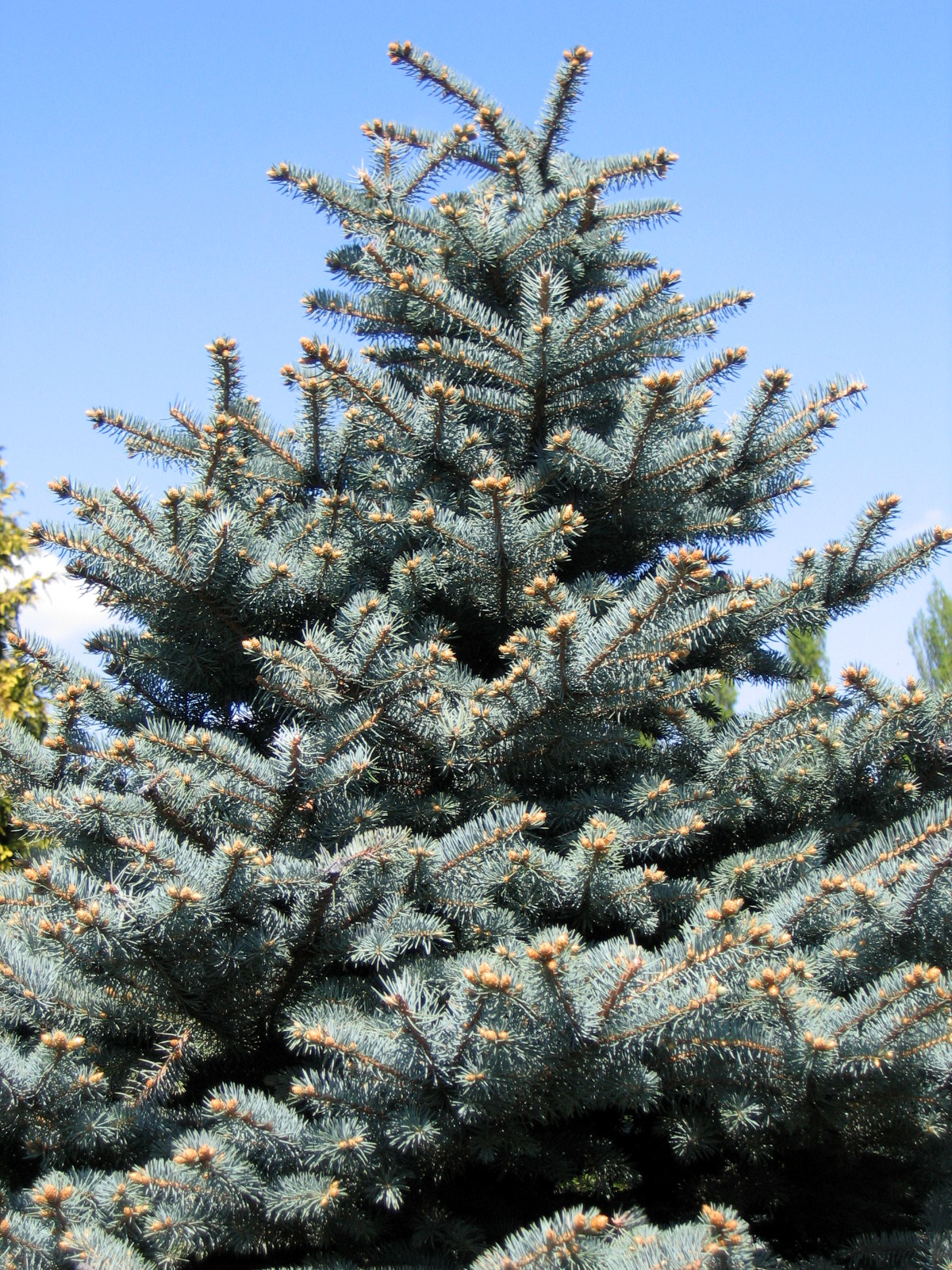
モンゴメリー
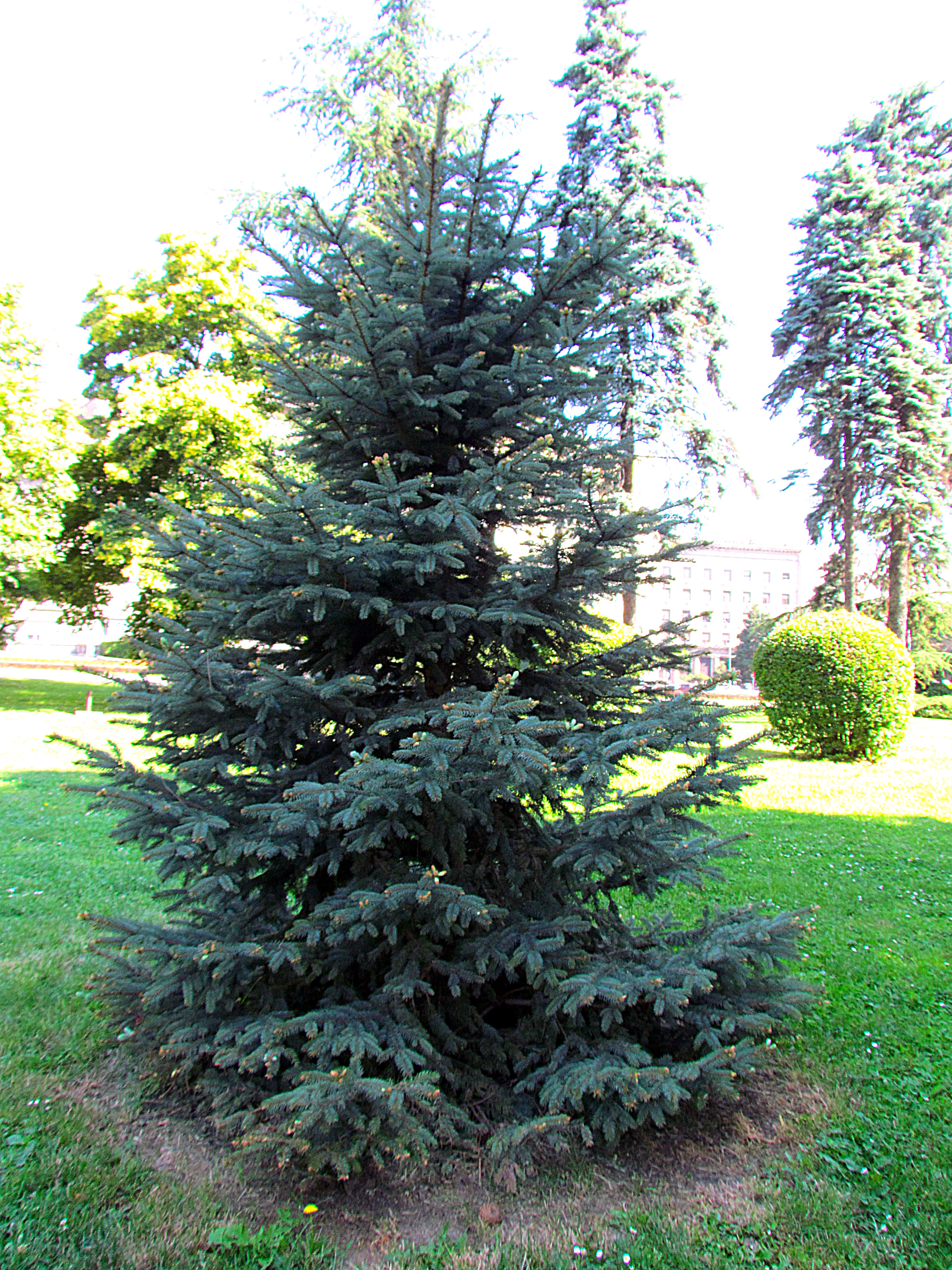
ファットアルバート
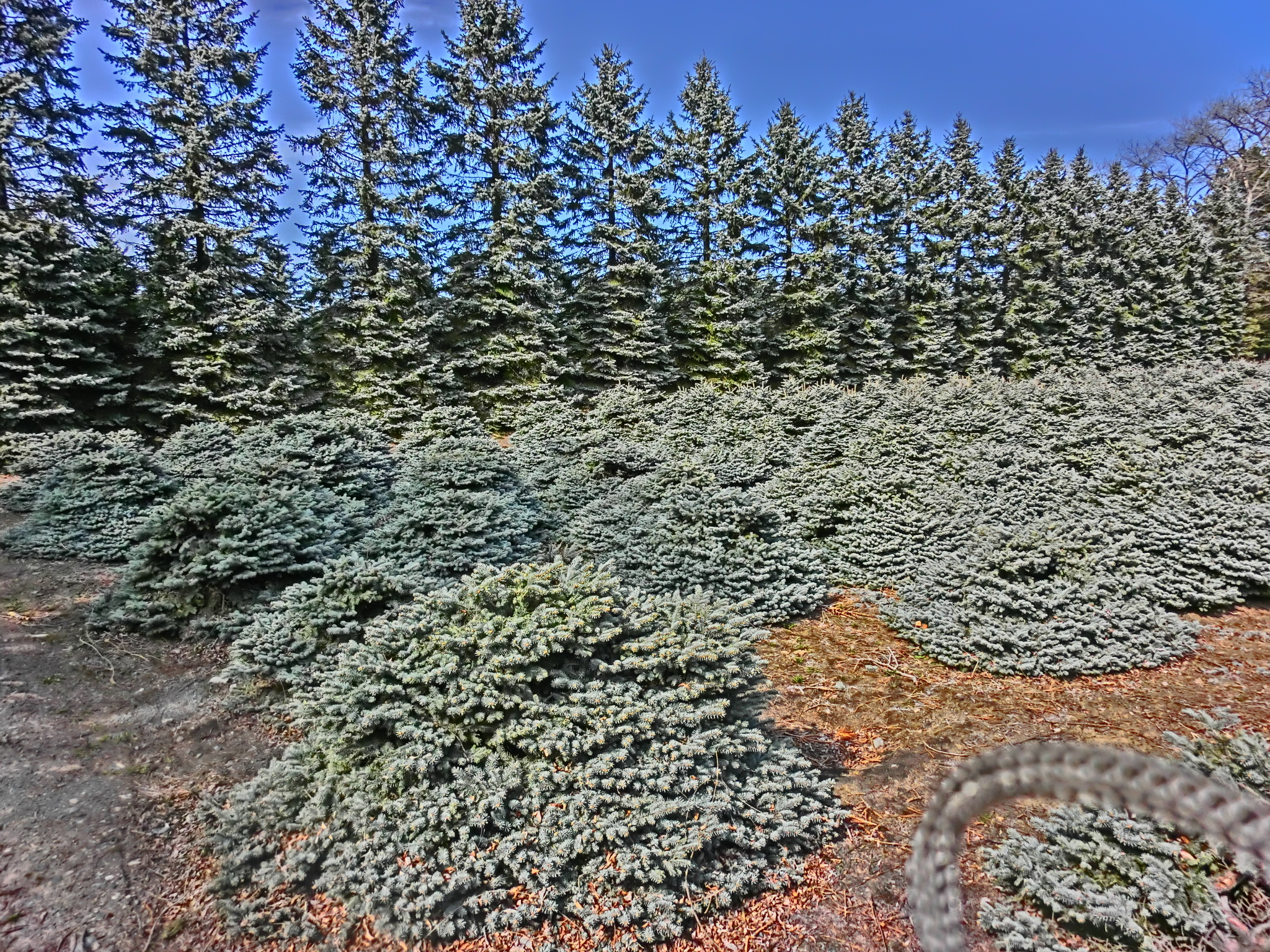
グロポーザの生産農園 帯広市真鍋農園